# Hamer-Młyn
Hamer-Młyn (dodatkowa nazwa w j. kaszub. Hamer Młin; niem. Hammermühle) – osada kaszubska w Polsce na Równinie Charzykowskiej w rejonie Kaszub zwanym Gochami położona w województwie pomorskim, w powiecie bytowskim, w gminie Lipnica nad Kłonecznicą. Wieś wchodzi w skład sołectwa Luboń. Okolice Borów Tucholskich, Pojezierza Bytowskiego i położenie na szlaku spływów kajakowych sprzyjają rozwojowi agroturystyki w Hamer-Młynie.
W latach 1975–1998 miejscowość administracyjnie należała do województwa słupskiego.